# CHERRY GIRLS PROJECT
CHERRY GIRLS PROJECT（チェリーガールズプロジェクト、通称：チェリガ）は、2017年に結成された日本の女性アイドルグループ。
総合プロデューサーはMr.K（2018.12～）、音楽プロデューサーは岡野ハジメ（2019.7～）。ファンの名称はプロジェクター。

## 沿革
結成当初は所属タレントの新人研修の為のグループでアイドル活動に限らず、与えられたプロジェクトを実行する事と色々な活動を行うことをコンセプトとし、アイドルとして積極的に売り出しを掛けて貰えなかった。衣装もTシャツにショートパンツで約1年間活動。スタートメンバーは来瞳舞夢、水野歩菜の2名で2017年3月19日上野恩賜公園野外ステージ（上野水上音楽堂）にてステージデビュー。
後に箕越涼、弘島友加里、他事務所から浅見結菜が加入。2017年10月に秋葉原で定期公演を開始し（毎月1回公演）、2017年12月からは「チェリ-1グランプリ」も開催。
2018年3月25日にAKIBAカルチャーズ劇場にて1stワンマンライブ「PROJECT進化論」を開催し、チケット250枚をSOLD OUTする。
約半年後の10月6日にCROKET MIMIC TOKYO（コロッケミミックトーキョー＠麻布十番）にて無料2ndワンマンライブ「アウストラロピテクス」を開催するも、動員は振るわなかった。ワンマンライブの翌日7日に契約満了にて浅見結菜が卒業。同じ時期に倉田湊が加入するも同年11月、加入後約1ヶ月で契約違反行為（事務所発表）により解雇となる。この11月は九瀬いむも加入（一時6人体制）九瀬いむはステージデビューの日にTOKYO MX「MUSIC CANNON」で密着取材されており、同時に地上波デビューも飾った。
ユニット2周年を前にした12月に入り、初めて所属事務所が本格的なプロデュースを開始。その際、就任した総合プロデューサーMr.Kの意向により、水野歩菜、箕越涼が卒業し、来瞳舞夢、弘島友加里、九瀬いむの3人体制に移行。
2019年3月25日にはTOKYO FM HALLで3rdワンマンライブ「プロローグ～序章～」を開催。チャンネル登録者6,300人を誇る自身のYouTubeチャンネルを武器にプロモーション活動を行い、350枚をSOLD OUTしている。
同日発表された「神さま、お願い。」は今までの楽曲とは異なる路線のモノであり、総合プロデューサーの独断で製作された。この楽曲のインパクトは大きく、ユニットにとって路線変更の分岐点となる。この少し後から岡野ハジメが、音楽プロデューサーに就任。プロデューサー2名体制となり楽曲のクオリティが飛躍的に上がっていく。
同年6月には路線変更第1弾の曲「衝動のemotion」を発表しその勢いのまま、10月には全国大会であるアイドルのコンテスト大会、NEXT IDOL GRANDPRIX（優勝賞金1000万円）に参加。コンテストに初参加ながら、全国予選を全参加者中（約200組）、ブロック別2位の成績で突破し決勝進出を果たす（渋谷ストリームホール）。
以後、「ナンデモアリジャナイ上質なエモパンク&ロック」と称し続々新曲を発表、ファン拡大に大きく寄与。現在では老若男女問わず、支持を大きく拡げ続けている。ライブ活動も積極的でライブでの'至高主義を目指す。
2ndシングル「ときMORE」と3rdシングル「ジレンマの因果性」は、「ハイテンションジブリ」制作や音楽ゲームなどで数々ヒット作を生み出している新井大樹をソングライターとして迎えている。

### 2020年
1月にメンバーである弘島友加里が卒業。それと入れ替わるようにメンバーテストに合格した空知凛が加入。同年3月25日には恵比寿LIQUIDROOM公演「PRELUDE」を予定していたがコロナウイルス問題により、無客ライブになる。そして、自粛期間中に空知凛が脱退し2人体制に一時期的になる。なお、ライブ自体は7月19日の東京キネマ倶楽部に延期となった。
7月19日、東京キネマ倶楽部にて振替公演「"prelude aga"in キネマ倶楽部」を開催。サプライズで新メンバーの優希瞳、真志取みらい、真汐里緒が加入。
9月27日、HOLIDAY SHINJUKUでの優希瞳生誕祭にて、新メンバー3人の正規メンバーへのサプライズ昇格発表がされた。尚、ファンには研修生である事はふせていた（真汐里緒に関しては、二段階昇格である）。
10月20日、新宿BLAZEにて4thワンマンライブを開催。GUEST BANDとして、ギターはハシグチカナデリヤ、ベースは伊藤千明、ドラムは高橋まことが参加した。

### 2021年
2月9日、6thシングルとなる「幻日」をリリース。ドラムには高橋まこと、MIXエンジニアには比留間整が参加し、オリコン総合初登場3位。オリコン総合ウイークリー21位。オリコンインディーズウイークリー1位を獲得。GAEA-Records第1号のリリースとなった。
3月25日にはオルタナティブシアターにて、全編バンドセットの5thワンマンライブ「UP GRADE」を開催。チケットはSOLD OUT。バンドメンバーには4thワンマンに引き続き、ギターにはハシグチカナデリヤ、ベースには伊藤千明、ドラムには高橋まことが参加。更に、YouTuberドラマーのダイナ四、ヴァイオリンのMariNaも参加し、チェリガバンドとして豪華なバンドメンバーが揃った。本公演の最後には、2021年10月から始まるGOLDRAIN TOUR 2021の開催がサプライズ発表。東名阪+2都市(仙台+X)での公演が発表された。
6月13日、HOLIDAY SHINJUKUでの真志取みらい生誕祭にて、「ミクチャ×チェリガ 新メンバーオーディション」 の結果 が発表され、能守由逢が研究生として加入した。
6月27日、初のアルバム「EVOLUTION」をリリースした。
9月10日、能守由逢がメンバー最終テストを合格し、準メンバーへの昇格が発表され、2021年10月3日 HOLIDAY SHINJUKUにてステージデビューが決まった。
10月14日 GOLDRAIN TOUR 2021 仙台公演からスタートし、16日大阪公演、17日静岡公演、18日名古屋公演、20日にツアーファイナル TSUTAYA O-EASTでの公演を行った。静岡公演では、GUEST BANDとして、ギターにはハシグチカナデリヤ、ベースには伊藤千明、ドラムには田邊ミサトが参加した。ツアーファイナルにて7thシングル「愛をちょうだい」（VANILLAのカバー曲）を発表。そして、演奏には、川西幸一と、元VANILLAのギタリスト野山昭雄の参加が発表された。さらに2022年のツアー「三都物語首都領域拡大作戦」の開催がサプライズ発表。「春の陣」を東京と大阪。「夏の陣」を名古屋。「秋の陣」を大阪と東京で開催することを発表された。
11月9日、来瞳舞夢が「心身共に疲労が蓄積されている状態」と診断され、医師判断により長期休養することが所属事務所から発表された。

### 2022年
1月4日、FM FUJIで冠番組『CHERRY GIRLS PROJECTの「神さま、お願い。」』がスタート（毎週火曜日25：30-26：00）
2月10日、優希瞳から学業と就職活動を優先したいとの申し出があり、事務所はこれを受理したと脱退が発表された。
2月20日、サブスクへの楽曲提供が解禁され、21曲が同日配信開始となった。
2月24日、東京キネマ倶楽部公演にて来瞳舞夢が3ヶ月の休養を経て復帰。2022年6月22日にビクターエンタテインメントよりメジャー・デビューすることを発表。
4月29日、SHOW-YA主催の「NAONのYAON 2022」（日比谷野外大音楽堂）にオープニングアクトで出演。ロック・フェスへ初出演を果たす。共演者はSHOW-YA、大黒摩季、中村あゆみ、杏子、相川七瀬、渡辺敦子、富田京子等。
6月22日、ビクターエンタテインメントより「愛をちょうだい」でメジャー・デビュー。
6月30日、真志取みらいがヘルニアのため、九瀬いむが契約満期のため7月30日をもって卒業すると発表。
8月1日、佳倉光里、華本萌花が渋谷Malcolmで行われたライブで事前通知無くサプライズ的にステージに登場。グループ加入を発表しライブにも参加した。
8月7日、静岡県三島市で開催された「ROCKS FOR CHILEみしま2022」に出演。
9月13日、佳倉光里、華本萌花に続き、新加入の宮凪莉央、広川珠姫、安保朱珠、蒔田逢乃と共に「CHERRY GIRLS PROJECT第4形態（暫定名称）」として秋葉原ZESTでステージデビュー。
10月1日、来瞳舞夢、真汐里緒、能守由逢が卒業公演をHOLIDAY SHINJUKUにて行いグループを卒業。翌2日に送別会開催。
10月3日、渋谷Malcolmにて新体制の「CHERRY GIRLS PROJECT」として活動を開始。

## メンバー

### 最終メンバー
| 名前      | よみ            | 誕生日   | 血液型 | イメージカラー | デビュー      | 卒業日        | 備考 |
| --------- | --------------- | -------- | ------ | -------------- | ------------- | ------------- | ---- |
| 佳倉 光里 | かぐら みさと   | 1月25日  | B型    | オレンジ       | 2022年8月1日  | 2024年7月28日 |      |
| 華本 萌花 | はなもと もか   | 11月17日 | O型    | ピンク         | 2022年8月1日  | 2024年7月28日 |      |
| 広川 珠姫 | ひろかわ たまき | 8月13日  | O型    | 黄色           | 2022年9月13日 | 2024年7月28日 |      |
| 蒔田 逢乃 | まきた あいの   | 7月18日  | B型    | 白色           | 2022年9月13日 | 2024年7月28日 |      |

### 旧メンバー
| 名前          | よみ            | 誕生日   | 血液型 | メンバーカラー | デビュー       | 卒業           | 備考                                         |
| ------------- | --------------- | -------- | ------ | -------------- | -------------- | -------------- | -------------------------------------------- |
| 水野 歩菜     | みずの あゆな   | 8月9日   | AB型   | 青色           | 2017年3月19日  | 2019年2月3日   | 元 premote''                                 |
| 箕越 涼       | みのこし りょう | 5月12日  |        | 緑色           | 2017年4月16日  | 2018年12月23日 | 女優として活躍中                             |
| 弘島 友加里   | ひろしま ゆかり | 1月12日  | A型    | 黄色           | 2017年8月19日  | 2020年1月14日  | 現 横浜FCガールズ 横浜美少女図鑑所属         |
| 浅見 結菜     | あさみ ゆな     | 12月30日 | A型    | ピンク         | 2017年8月19日  | 2018年10月8日  | 元 シュアネス                                |
| 倉田 湊       | くらた みなと   | 6月4日   | O型    | オレンジ       | 2018年10月8日  | 2018年12月3日  | 現 バクステ外神田一丁目                      |
| 空知 凛       | そらち りん     | 9月29日  | A型    | オレンジ       | 2020年1月5日   | 2020年6月13日  | 元 BANZAI JAPAN                              |
| 優希 瞳       | ゆうき ひとみ   | 9月29日  | AB型   | 緑色           | 2020年7月19日  | 2022年2月10日  | 元 Needs。本人は黄緑が好きだった。           |
| 来瞳 舞夢     | くるめ まいむ   | 9月21日  | A型    | 赤色           | 2017年3月19日  | 2022年10月1日  | 血液は本人曰く多分。卒業後、破天荒ヒロイズム |
| 九瀬 いむ     | ここのせ いむ   | 10月31日 | A型    | 紫色           | 2018年11月30日 | 2022年7月30日  |                                              |
| 真志取 みらい | ましどり みらい | 6月14日  | O型    | 黄色           | 2020年7月19日  | 2022年7月30日  | 元 〈カレイドスコープ〉                      |
| 真汐 里緒     | ましお りお     | 6月13日  | A型    | 青色           | 2020年7月19日  | 2022年10月1日  | TA女子                                       |
| 能守 由逢     | のもり ゆあ     | 11月13日 | O型    | 白色           | 2021年10月3日  | 2022年10月1日  | グラビアアイドルとして活動中                 |
| 安保 朱珠     | あんぽ すず     | 12月9日  | AB型   | 青色           | 2022年9月13日  | 2023年5月24日  |                                              |
| 宮凪 莉央     | みやなぎ りお   | 7月27日  | A型    | 水色           | 2022年9月13日  | 2023年6月16日  |                                              |

## 公演概要

### 単独公演
- 2018.03.25 AKIBAカルチャーズ劇場『PROJECT進化論』SOLD OUT
- 2018.10.06 CROKET MIMIC TOKYO『アウストラロピテクス』
- 2019.03.25 TOKYO FM HALL『プロローグ～序章～』SOLD OUT
- 2020.03.25 恵比寿LIQUIDROOM『PRELUDE』SOLD OUT ※延期（無客ライブを決行）
- 2020.10.20 新宿BLAZE『Dialog』
- 2021.03.25 オルタナティブシアター「UP GRADE」SOLD OUT
- 『GOLDRAIN TOUR2021』
  - 2021.10.14 仙台 MACANA　SOLD OUT
  - 2021.10.16 大阪 心斎橋VARON　SOLD OUT
  - 2021.10.17 静岡 SUNASH　SOLD OUT
  - 2021.10.18 名古屋 RADHALL　SOLD OUT
  - 2021.10.20 東京 TSUTAYA O-EAST（ファイナル公演）
- 『三都物語首都領域拡大作戦』
  - 春の陣
    - 2022.3.24 東京キネマ倶楽部
    - 2022.3.25 大阪am HALL

  - 夏の陣
    - 2022.7.7 名古屋ダイヤモンドホール

  - 冬の陣
    - 2022.10.19 大阪BIG CAT
    - 2022.10.20 東京キネマ倶楽部

## ディスコグラフィ

### シングル
|     | 発売日        | タイトル         | タイトル                   | 収録曲 | 規格品番   | 順位                    | 備考 |
| --- | ------------- | ---------------- | -------------------------- | --- | ---------- | ----------------------- | ---- |
| 1st | 2017年9月22日 | TIME             | TIME                       | 1. TIME - 作詞：籠尾訓一 - 作曲・編曲：Tosh.M 2. BASEBALL POWER - 作詞：籠尾訓一 - 作曲・編曲：タカミトシユキ 3. TIME（inst） 4. BASEBALL POWER（inst）                                                                                        | CAE-0049   |                         |      |
| 2nd | 2018年1月3日  | ときMORE         | ときMORE                   | 1. ときMORE - 作詞：籠尾訓一 - 作曲・編曲：新井大樹 - Co-Produce：岡野ハジメ 2. でもあなたが好き - 作詞：籠尾訓一 - 作曲・編曲：及川康平 3. ときMORE（inst） 4. でもあなたが好き（inst）                                                       | CAE-0054   |                         |      |
| 3rd | 2018年8月1日  | ジレンマの因果性 | ジレンマの因果性           | 1. ジレンマの因果性 - 作詞：籠尾訓一 - 作曲・編曲：新井大樹 - Co-Produce：岡野ハジメ 2. ハピ☆サマ - 作詞・作曲：籠尾訓一 3. ジレンマの因果性（inst） 4. ハピ☆サマ（inst）                                                                      | BMXR-10014 |                         |      |
| 4th | 2019年8月7日  | 神さま、お願い。 | 神さま、お願い。           | 1. 神さま、お願い。 - 作詞：籠尾訓一 - 作曲・編曲：透ch - Co-Produce：岡野ハジメ 2. 神さま、お願い。（inst） 3. 神さま、お願い。（Reading） | CAE-0055   |                         |      |
| 5th | 2020年4月8日  | uTITLEDn         | uTITLEDn                   | 1. uTITLEDn - 作詞：籠尾訓一 - 作曲・編曲：さいとう涼 - Co-Produce：岡野ハジメ 2. uTITLEDn（inst） | CAE-0058   | デイリー 26位 週間 94位 |      |
| 6th | 2021年2月9日  | 幻日             | TypeA                      | 1. 幻日 - 作詞：籠尾訓一 - 作曲・編曲：さいとう涼 - Producer：籠尾訓一・岡野ハジメ - Dr.高橋まこと - Gt.ハシグチ カナデリヤ - Ba.伊藤千明 2. 君に花束を -maimu,ver- - 作詞：籠尾訓一 - 作曲・編曲：さいとう涼 - Producer：籠尾訓一・岡野ハジメ | GAE-0001   | デイリー 3位 週間 21位  |      |
| 6th | 2021年2月9日  | 幻日             | TypeB                      | 1. 幻日 2. 君に花束を -imu,ver- | GAE-0002   | デイリー 3位 週間 21位  |      |
| 6th | 2021年2月9日  | 幻日             | TypeC                      | 1. 幻日 2. 君に花束を -hitomi,mirai,rio,ver- | GAE-0003   | デイリー 3位 週間 21位  |      |
| 7th | 2022年6月22日 | 愛をちょうだい   | Type A（来瞳舞夢Ver.）     | 1. 愛をちょうだい - 作詞：森雪之丞 - 作曲：野山昭雄 2. 女神転生 | VICL-37639 |                         |      |
| 7th | 2022年6月22日 | 愛をちょうだい   | Type B（九瀬いむVer.）     | 1. 愛をちょうだい 2. INSANE ～ジェボーダンの獣～ | VICL-37640 |                         |      |
| 7th | 2022年6月22日 | 愛をちょうだい   | Type C（真志取みらいVer.） | 1. 愛をちょうだい 2. 旅人であれ | VICL-37641 |                         |      |
| 7th | 2022年6月22日 | 愛をちょうだい   | Type D（真汐里緒Ver.）     | 1. 愛をちょうだい 2. 大和 ～遥かなる幻想～ | VICL-37642 |                         |      |
| 7th | 2022年6月22日 | 愛をちょうだい   | Type E（能守由逢Ver.）     | 1. 愛をちょうだい 2. AI-YAI-YA | VICL-37643 |                         |      |

### アルバム
| 発売日        | タイトル  | タイトル   | 収録曲 | 規格品番 | 備考 |
| ------------- | --------- | ---------- | --- | -------- | ---- |
| 2021年6月27日 | EVOLUTION | SILVERDISC | 1. ジレンマの因果性 2. ときMORE 3. ハピ☆サマ 4. RealMind 5. Dreamin now! 6. 衝動のemotion 7. TIME 8. fly to the sky 9. ナキタイナ 10. アンチエーター 11. 君に花束を | GAE-0005 |      |
| 2021年6月27日 | EVOLUTION | GOLDDISC   | 1. 幻日 2. 僕たちの為に、あの鐘は鳴る 3. Love Letter 4. モンスター 5. 絶望のナルシス 6. MISS YOU 7. King of Night 8. 神さま、お願い。 9. 透明人間 10. uTITLEDn      | GAE-0006 |      |

### その他の楽曲
| 衝動のemotion                                       | \| \| \| 作詞 籠尾訓一 作曲・編曲 透ch Co-Produce 岡野ハジメ \| |
|                                                     |                                                                 |
| 作詞 籠尾訓一 作曲・編曲 透ch Co-Produce 岡野ハジメ |                                                                 |

|                                                     |
| 作詞 籠尾訓一 作曲・編曲 透ch Co-Produce 岡野ハジメ |

| 神さま、お願い。                                    | \| \| \| 作詞 籠尾訓一 作曲・編曲 透ch Co-Produce 岡野ハジメ \| |
|                                                     |                                                                 |
| 作詞 籠尾訓一 作曲・編曲 透ch Co-Produce 岡野ハジメ |                                                                 |

|                                                     |
| 作詞 籠尾訓一 作曲・編曲 透ch Co-Produce 岡野ハジメ |

| 僕たちの為に、あの鐘は鳴る                          | \| \| \| 作詞 籠尾訓一 作曲・編曲 透ch Co-Produce 岡野ハジメ \| |
|                                                     |                                                                 |
| 作詞 籠尾訓一 作曲・編曲 透ch Co-Produce 岡野ハジメ |                                                                 |

|                                                     |
| 作詞 籠尾訓一 作曲・編曲 透ch Co-Produce 岡野ハジメ |

| 僕たちの為に、あの鐘は鳴る                                | \| \| \| 作詞 籠尾訓一 作曲・編曲 さいとう涼 Co-Produce 岡野ハジメ \| |
|                                                           |                                                                       |
| 作詞 籠尾訓一 作曲・編曲 さいとう涼 Co-Produce 岡野ハジメ |                                                                       |

|                                                           |
| 作詞 籠尾訓一 作曲・編曲 さいとう涼 Co-Produce 岡野ハジメ |

| SILVERDISC | \| \| \| \| 1 \| ジレンマの因果性 \| \| 2 \| ときMORE \| \| 3 \| ハピ☆サマ \| \| 4 \| RealMind \| \| 5 \| Dreamin now! \| \| 6 \| 衝動のemotion \| \| 7 \| TIME \| \| 8 \| fly to the sky \| \| 9 \| ナキタイナ \| \| 10 \| アンチエーター \| \| 11 \| 君に花束を \| |
|            | |
| 1          | ジレンマの因果性 |
| 2          | ときMORE |
| 3          | ハピ☆サマ |
| 4          | RealMind |
| 5          | Dreamin now! |
| 6          | 衝動のemotion |
| 7          | TIME |
| 8          | fly to the sky |
| 9          | ナキタイナ |
| 10         | アンチエーター |
| 11         | 君に花束を |

|    |                  |
| 1  | ジレンマの因果性 |
| 2  | ときMORE         |
| 3  | ハピ☆サマ        |
| 4  | RealMind         |
| 5  | Dreamin now!     |
| 6  | 衝動のemotion    |
| 7  | TIME             |
| 8  | fly to the sky   |
| 9  | ナキタイナ       |
| 10 | アンチエーター   |
| 11 | 君に花束を       |

| GOLDDISC | 1. 幻日 2. 僕たちの為に、あの鐘は鳴る 3. Love Letter 4. モンスター 5. 絶望のナルシス 6. MISS YOU 7. King of Night 8. 神さま、お願い。 9. 透明人間 10. uTITLEDn |

## メディア

### 雑誌
- MARQUEE Vol.140（2020.10）
- MARQUEE Vol.141（2021.1）
- MARQUEE Vol.142（2021.4）
- MARQUEE Vol.143（2021.7）
- B.L.T. 2021年7月号 - 裏表紙掲載

来瞳舞夢
- Hotdog-Press No.298 2020/8/27号

優希瞳
- 月間Goods Press 2021年8・9月合併号

### DVD
- 来瞳舞夢&そら♨るる シンガポールSTGCC2018遠征

### ドラマ&バラエティ
来瞳舞夢
- テレビ朝日『相棒 season6』（2017年10月） - ウエイトレス 役
- 日本テレビ『幸せ!ボンビーガール』[9]（2018年10月） - 新人タレント 役
- フジテレビ『痛快TV スカッとジャパン』[10]（2019年1月） - カフェ店員 役
- 関西テレビ『後妻業』（2019年） - ホステス 役
- テレビ埼玉『魔祓』（2021年） - 三島桃 役
- TOKYO MX『美人犯罪心理学者』（2021年12月） - 一条さゆり 役

優希瞳
- TOKYO MX『美人犯罪心理学者』（2021年12月） - 滝川カレン 役

### 舞台
来瞳舞夢
- 『想い出パレット～乙女の戦、両国場所～』[11]（2017年7月5日 - 7月10日、Air studio） - アリエル 役
- AUBE GIRL’S STAGE『君に触れて、私は泣きたい』[12]（2017年11月18日 - 11月26日、サンモールスタジオ） - 美代 役 ※主演
- REBORNプロデュース・4『アリス・夏』[13]（2020年8月28日 - 8月30日、座・高円寺2） - アリス 役 ※主演
- シューティング歌劇『ゴシックは魔法乙女 II』[14]（2021年3月3日 - 3月7日、六行会ホール） - キャスパー 役

### 映画
来瞳舞夢
- 『アスリート〜俺が彼に溺れた日々〜』（2019年） - 女子高生 役

### CM
来瞳舞夢
- 日本中央競馬会（JRA）[15]（2019年）

### ラジオ
CHERRY GIRLS PROJECT
- 『CHERRY GIRLS PROJECTの神さま、お願い。』FM FUJI（2022年1月4日～）※冠番組レギュラー

来瞳舞夢
- 『J Cross Style』渋谷クロスFM（2021年8月15日）

真志取みらい
- 『赤maru』FM大阪（2021年4月8日）
- 『HIT STREET』FM大阪（2021年4月26日,27日）
- 『真志取みらいのがっつきタイガー』FM87.4ラジオフチューズ（2021年6月 - 2022年6月 毎週木曜日 22:45～23:00）

真汐里緒
- 『ウノ山本 ミッドナイトでろんず』FM NACK5（2021年4月15日 - 5月6日 毎週木曜日）